# Copa Mundial de Críquet de 2019
La Copa Mundial de Críquet de 2019 fue la duodécima edición del principal torneo de selecciones nacionales masculinas de críquet. Tuvo lugar del 30 de mayo al 14 de julio en Inglaterra y Gales.
Con respecto a la edición 2015, la cantidad de equipos participantes se redujo a diez. El anfitrión, Inglaterra, y los siete mejores equipos del ranking mundial ODI a septiembre de 2017 clasificaron directamente a la Copa Mundial, mientras que el torneo clasificatorio determinó a los dos equipos restantes. Es la primera vez que no participan todas las federaciones con estatus Test, y la primera vez que no participa ninguna federación con estatus asociado.
Los equipos jugaron todos contra todos a una rueda, y los cuatro mejores equipos avanzaron a semifinales.

## Países participantes
En la Copa del Mundo de Críquet de 2019 participaron 10 equipos, lo que indica un decrecimiento en relación con las copas previas organizadas en 2011 y 2015, en donde participaron 14 equipos. El equipo anfitrión, Inglaterra, y los mejores siete del ranking ICC al 30 de septiembre de 2017 adquirieron su clasificación de manera automática, haciendo que las plazas restantes se decidieran en las eliminatorias mundiales.
Al momento del anuncio de la estructura de clasificación, los miembros asociados y afiliados, quienes tenían cuatro plazas aseguradas en las dos copas mundiales, serían representadas por hasta dos equipos, y ninguno en caso de poseer un ranking bajo. Esto significa que al menos dos selecciones de los 10 miembros plenos podrían jugar las eliminatorias mundiales e incluso quedar eliminadas mediante este método.
En cuanto a la eliminatoria mundial, realizada en 2018, Afganistán derrotó en la final a las Indias Occidentales, torneo que fue organizado en Zimbabue, selección que se perderá la copa por primera vez desde 1983. El nuevo miembro pleno, Irlanda, también se perderá la copa, por primera vez desde 2007 por lo que esta será la primera copa mundial sin miembros asociados.
| Método de clasificación           | País clasificado                                                     | Vía de clasificación | Fecha de clasificación    |
| --------------------------------- | -------------------------------------------------------------------- | --- | ------------------------- |
| Anfitrión 1 plaza                 | Inglaterra                                                           | Anfitrión del torneo | 30 de septiembre del 2006 |
| Ranking ODI 7 plazas              | Australia Bangladés India Nueva Zelanda Pakistán Sri Lanka Sudáfrica | 1° lugar del ranking ICC al 30 de septiembre de 2017. 2° lugar del ranking ICC al 30 de septiembre de 2017. 3° lugar del ranking ICC al 30 de septiembre de 2017. 4° lugar del ranking ICC al 30 de septiembre de 2017. 5° lugar del ranking ICC al 30 de septiembre de 2017. 6° lugar del ranking ICC al 30 de septiembre de 2017. 7° lugar del ranking ICC al 30 de septiembre de 2017. | 30 de septiembre del 2017 |
| Clasificatorias mundiales 2 cupos | Afganistán Indias Occidentales                                       | Campeón de las eliminatorias a la Copa Mundial de Críquet Subcampeón de las eliminatorias a la Copa Mundial de Críquet. | 23 de marzo de 2018       |

## Lista de estadios
| Estadio                     | Ciudad            | Equipo                              | Capacidad | Partidos                |
| --------------------------- | ----------------- | ----------------------------------- | --------- | ----------------------- |
| Lord's Cricket Ground       | Londres           | Middlesex County Cricket Club       | 28 000    | 5 (incluyendo la final) |
| Old Trafford Cricket Ground | Mánchester        | Lancashire County Cricket Club      | 26 000    | 6 (una semifinal)       |
| The Oval                    | Londres           | Surrey County Cricket Club          | 25 500    | 5                       |
| Edgbaston Cricket Ground    | Birmingham        | Warwickshire County Cricket Club    | 25 000    | 5 (una semifinal)       |
| Rose Bowl Cricket Ground    | Southampton       | Hampshire County Cricket Club       | 25 000    | 5                       |
| Riverside Cricket Ground    | Chester-le-Street | Durham County Cricket Club          | 20 000    | 3                       |
| Headingley                  | Leeds             | Yorkshire County Cricket Club       | 18 350    | 4                       |
| Trent Bridge                | Nottingham        | Nottinghamshire County Cricket Club | 17 500    | 5                       |
| Bristol County Ground       | Brístol           | Gloucestershire County Cricket Club | 17 500    | 3                       |
| Sophia Gardens              | Cardiff           | Glamorgan County Cricket Club       | 15 643    | 4                       |
| County Ground               | Taunton           | Somerset County Cricket Club        | 12 500    | 3                       |

## Nóminas
| Afganistán           | Australia           | Bangladés            | India             | Indias Occidentales |
| -------------------- | ------------------- | -------------------- | ----------------- | ------------------- |
| Gulbadin Naib (C)    | Aaron Finch (C)     | Mashrafe Mortaza (C) | Virat Kohli (C)   | Jason Holder (C)    |
| Rashid Khan          | Pat Cummins         | Shakib Al Hasan      | Rohit Sharma      | Chris Gayle         |
| Aftab Alam           | Alex Carey          | Tamim Iqbal          | Shikhar Dawan     | Carlos Brathwaite   |
| Ashgar Afghan        | Jason Behrendorff   | Liton Das            | K.L. Rahul        | Darren Bravo        |
| Dawlat Zadran        | Nathan Couller-Nile | Mushfiqur Rahim      | Vijay Shankar     | Sheldon Cottrell    |
| Hamid Hassan         | Usman Khawaja       | Mahmudullah          | MS Dhoni          | Fabian Allen        |
| Hashmatullah Shahidi | Nathan Lyon         | Mohamad Mitun        | Kedar Jadhav      | Shannon Gabriel     |
| Hazratullah Zazai    | Shaoun Marsh        | Sabbir Rahman        | Dinesh Karthik    | Shimron Hetmyer     |
| Mohamad Nabi         | Glen Maxwell        | Mehedi Hasan Miraz   | Yuzvendra Chahal  | Shai Hope           |
| Mohamad Shahzad      | Kane Richardson     | Soumya Sarkar        | Kuldeep Yadav     | Evin Lewis          |
| Mujeeb Ur Raman      | Steve Smith         | Rubel Hossain        | Bhuvneshwar Kumar | Ashley Nurse        |
| Najibulah Zadran     | Mitchell Starc      | Mohamad Saifuddin    | Jasprit Bumrah    | Nicholas Pooran     |
| Noor Ali Zadran      | Marcus Stoinis      | Mossadek Hossain     | Hardik Panya      | Kemar Roach         |
| Rahmat Shah          | David Warner        | Mustafizur Rahman    | Ravindra Jadeja   | Andre Russell       |
| Samiulah Shinwari    | Adam Zampa          | Abu Jayed            | Mohamed Shami     | Oshane Thomas       |
| DT: Phil Simmons     | DT: Justin Langer   | DT: Steve Rhodes     | DT: Ravi Shastri  | DT: Floyd Reifer    |

| Inglaterra         | Nueva Zelanda       | Pakistán           | Sri Lanka                  | Sudáfrica             |
| ------------------ | ------------------- | ------------------ | -------------------------- | --------------------- |
| Eoin Morgan (C)    | Kane Williamson (C) | Sarfaraz Ahmed (C) | Dimuth Karunaratne (C)     | Faf du Plessis (C)    |
| Jos Buttler        | Tom Latham          | Babar Azam         | Dhananjaya de Silva        | Quinton de Kock       |
| Moeen Ali          | Tim Southee         | Asif               | Angelo Mathews             | Hashim Amla           |
| Jofra Archer       | Tom Blundell        | Fakhar Zaman       | Avishka Fernando           | Aiden Markram         |
| Jonny Bairstow     | Trent Boult         | Haris Sohail       | Lahiru Thirimanne          | Rassie van der Dussen |
| Tom Curran         | Colin de Grandhomme | Imam-ul-Haq        | Kusal Mendis               | David Miller          |
| Liam Dawson        | Lockie Ferguson     | Mohamad Hafeez     | Kusal Perera               | JP Duminy             |
| Liam Plunkett      | Martin Guptill      | Shadab Khan        | Thisara Perera             | Andile Phehlukwayo    |
| Adil Rashid        | Matt Henry          | Shoaib Malik       | Isuru Udana                | Dwaine Petrorius      |
| Joe Root           | Colin Munro         | Imad Wasim         | Jeffrey Vandersay          | Dale Steyn            |
| Jason Roy          | James Neesham       | Hasan Ali          | Jeevan Mendis              | Kagiso Rabada         |
| Ben Stokes         | Henry Nicholls      | Mohamad Amir       | Milinda Siriwardana        | Lungi Ngidi           |
| James Vince        | Mitchell Santer     | Mohamad Hasnain    | Lasith Malinga             | Chris Morris          |
| Chris Woakes       | Ish Sodhi           | Shaheen Afridi     | Suranga Lakmal             | Imran Tahir           |
| Mark Wood          | Ross Taylor         | Wahab Riaz         | Nuwan Pradeep              | Tabraiz Shamsi        |
| DT: Trevor Bayliss | DT: Gary Stead      | DT: Mickey Arthur  | DT: Chandika Hathurusingha | DT: Ottis Gibson      |

## Árbitros
| Umpires               | Umpires        | Umpires               | Umpires        | Árbitros centrales | Árbitros centrales |
| --------------------- | -------------- | --------------------- | -------------- | ------------------ | ------------------ |
| Michael Gough         | Nigel Llong    | Paul Wilson           | Sundaram Ravi  | Chris Broad        | David Boon         |
| Ian Gould             | Bruce Oxenford | Kumar Dharmasena      | Aleem Dar      | Jeff Crowe         | Ranjan Madugalle   |
| Richard Illingworth   | Paul Reifel    | Ruchira Palliyaguruge | Marais Erasmus | Richie Richardson  | Andy Pycroft       |
| Richard Kettleborough | Rod Tucker     | Chris Gaffaney        | Joel Wilson    |                    |                    |

## Premios económicos
| Condición                            | Premio       | Total        |
| ------------------------------------ | ------------ | ------------ |
| Campeón                              | $ 4 000 000  | $ 4 000 000  |
| Subcampeón                           | $ 2 000 000  | $ 2 000 000  |
| Semifinalistas                       | $ 800 000    | $ 1 600 000  |
| Por partido ganado (ronda de grupos) | $ 40 000     | $ 1 800 000  |
| Eliminados en fase de grupos         | $ 100 000    | $ 600 000    |
| Total                                | $ 10 000 000 | $ 10 000 000 |

## Etapa de grupos

### Tabla general
| Equipo              | Jj | G | P | E | NR | PC     | Pts |
| ------------------- | -- | - | - | - | -- | ------ | --- |
| India               | 10 | 7 | 1 | 0 | 1  | +0.809 | 15  |
| Australia           | 9  | 7 | 2 | 0 | 0  | +0.868 | 14  |
| Inglaterra          | 9  | 6 | 3 | 0 | 0  | +1.152 | 12  |
| Nueva Zelanda       | 9  | 5 | 3 | 0 | 1  | +1.175 | 11  |
| Pakistán            | 9  | 5 | 3 | 0 | 1  | -0.430 | 11  |
| Sri Lanka           | 9  | 3 | 4 | 0 | 2  | -0.919 | 8   |
| Sudáfrica           | 9  | 3 | 5 | 0 | 1  | -0.030 | 7   |
| Bangladés           | 9  | 3 | 5 | 0 | 1  | -0.410 | 5   |
| Indias Occidentales | 9  | 2 | 6 | 0 | 1  | −0.225 | 5   |
| Afganistán          | 9  | 0 | 9 | 0 | 0  | -1.322 | 0   |

### Partidos
| 30 de mayo de 2019 | Inglaterra 50 overs | 311/8 v 207 | Sudáfrica 39.5 overs | The Oval, Londres Inglaterra gana por 108 carreras |  |

| 31 de mayo de 2019 | Pakistán 21.4 overs | 105 v 108/3 | Indias Occidentales 13.4 overs | Trent Bridge, Nottingham Indias Occidentales gana por 7 wickets |  |

| 1 de junio de 2019 | Nueva Zelanda 16.1 overs | 137/0 v 136 | Sri Lanka 29.2 overs | Sophia Gardens, Cardiff Nueva Zelanda gana por 10 wickets |  |

| 1 de junio de 2019 | Australia 34.5 overs | 209/3 v 207 | Afganistán 38.2 overs | County Ground, Bristol Australia gana por 7 wickets |  |

| 2 de junio de 2019 | Bangladés 50 overs | 330/6 v 309/8 | Sudáfrica 50 overs | The Oval, Londres Bangladés gana por 21 carreras |  |

| 3 de junio de 2019 | Inglaterra 50 overs | 334/9 v 348/8 | Pakistán 50 overs | Trent Bridge, Nottingham Pakistán gana por 14 carreras |  |

| 4 de junio de 2019 | Afganistán 32.4 overs | 152 v 201 | Sri Lanka 36.5 overs | Sophia Gardens, Cardiff Sri Lanka gana por 34 carreras (DLS) |  |

| 5 de junio de 2019 | India 47.3 overs | 230/4 v 227/9 | Sudáfrica 50 overs | Rose Bowl, Southampton India gana por 6 wickets |  |

| 5 de junio de 2019 | Bangladés 49.2 overs | 244 v 248/8 | Nueva Zelanda 47.1 overs | The Oval, Londres Nueva Zelanda gana por 2 wickets |  |

| 6 de junio de 2019 | Australia 49 overs | 288 v 273/9 | Indias Occidentales 50 overs | Trent Bridge, Nottingham Australia gana por 15 carreras |  |

| 7 de junio de 2019 | Pakistán | NR | Sri Lanka | County Ground, Bristol Partido abandonado (lluvia) |  |

| 8 de junio de 2019 | Inglaterra 50 overs | 386/6 v 280 | Bangladés 48.5 overs | Sophia Gardens, Cardiff Inglaterra gana por 106 carreras |  |

| 8 de junio de 2019 | Afganistán 41.1 overs | 172 v 173/3 | Nueva Zelanda 32.1 overs | County Ground, Taunton Nueva Zelanda gana por 7 wickets |  |

| 9 de junio de 2019 | Australia 50 overs | 316 v 352/5 | India 50 overs | The Oval, Londres India gana por 36 carreras |  |

| 10 de junio de 2019 | Sudáfrica 29.2 (7.3 overs) | NR | Indias Occidentales | Rose Bowl, Southampton Sin resultado |  |

| 11 de junio de 2019 | Bangladés | NR | Sri Lanka | County Ground, Bristol Partido abandonado |  |

| 12 de junio de 2019 | Australia 49 overs | 307 v 266 | Pakistán 45.4 overs | County Ground, Taunton Australia gana por 41 carreras |  |

| 13 de junio de 2019 | India | NR | Nueva Zelanda | Trent Bridge, Nottingham Sin resultado |  |

| 14 de junio de 2019 | Inglaterra 33.1 overs | 212 v 213/2 | Indias Occidentales 44.4 overs | Rose Bowl, Southampton Inglaterra gana por 8 wickets |  |

| 15 de junio de 2019 | Australia 50 overs | 334/7 v 247 | Sri Lanka 45.5 overs | The Oval, Londres Australia gana por 87 carreras |  |

| 15 de junio de 2019 | Afganistán 34.1 overs | 125 v 131/1 | Sudáfrica 28.5 overs | Sophia Gardens, Cardiff Sudáfrica gana por 9 wickets (DLS) |  |

| 16 de junio de 2019 | India 50 overs | 333/5 v 212/6 | Pakistán 40 overs | Old Trafford, Mánchester India gana por 89 carreras (DLS) |  |

| 17 de junio de 2019 | Bangladés 41.3 overs | 322/3 v 321/8 | Indias Occidentales 50 overs | County Ground, Taunton Bangladés gana por 7 wickets |  |

| 18 de junio de 2019 | Inglaterra 50 overs | 397/6 v 247/8 | Afganistán 50 overs | Old Trafford, Mánchester Inglaterra gana por 150 carreras |  |

| 19 de junio de 2019 | Nueva Zelanda 49 overs | 245/6 v 241/6 | Sudáfrica 48.5 overs | Edgbaston, Birmingham Nueva Zelanda gana por 4 wickets |  |

| 20 de junio de 2019 | Australia 50 overs | 381/5 v 333/8 | Bangladés 50 overs | Trent Bridge, Nottingham Australia gana por 48 carreras |  |

| 21 de junio de 2019 | Inglaterra 47 overs | 212 v 232/9 | Sri Lanka 50 overs | Headingley, Leeds Sri Lanka gana por 20 carreras |  |

| 22 de junio de 2019 | Afganistán 49.5 overs | 213 v 224/8 | India 50 overs | Rose Bowl, Southampton India gana por 11 carreras |  |

| 22 de junio de 2019 | Nueva Zelanda 50 overs | 291/8 v 286 | Indias Occidentales 50 overs | Old Trafford, Mánchester Nueva Zelanda gana por 5 carreras |  |

| 23 de junio de 2019 | Pakistán 50 overs | 308/7 v 259/9 | Sudáfrica 50 overs | Lord's, Londres Pakistán gana por 49 carreras |  |

| 24 de junio de 2019 | Afganistán 47 overs | 200 v 262/7 | Bangladés 50 overs | Rose Bowl, Southampton Bangladés gana por 62 carreras |  |

| 25 de junio de 2019 | Inglaterra 44.4 overs | 221 v 285/7 | Australia 50 overs | Lord's, Londres Australia gana por 64 carreras |  |

| 26 de junio de 2019 | Nueva Zelanda 50 overs | 237/6 v 241/4 | Pakistán 49.1 overs | Edgbaston, Birmingham Pakistán gana por 6 wickets |  |

| 27 de junio de 2019 | India 50 overs | 227/9 v 230/7 | Indias Occidentales 34.2 overs | Old Trafford, Mánchester India gana por 125 carreras |  |

| 28 de junio de 2019 | Sudáfrica 37.2 overs | 206/1 v 203 | Sri Lanka 49.3 overs | Riverside, Chester-le-Street Sudáfrica gana por 9 wickets |  |

| 29 de junio de 2019 | Afganistán 50 overs | 227/9 v 230/7 | Pakistán 49.4 overs | Headingley, Leeds Pakistán gana por 3 wickets |  |

| 29 de junio de 2019 | Australia 50 overs | 243/9 v 157 | Nueva Zelanda 43.4 overs | Lord's, Londres Australia gana por 86 carreras |  |

| 30 de junio de 2019 | Inglaterra 50 overs | 337/7 v 306/5 | India 50 overs | Edgbaston, Birmingham Inglaterra gana por 36 carreras |  |

| 1 de julio de 2019 | Sri Lanka 50 overs | 338/6 v 315/9 | Indias Occidentales 50 overs | Riverside, Chester-le-Street Sri Lanka gana por 23 carreras |  |

| 2 de julio de 2019 | Bangladés 48 overs | 286 v 314/9 | India 50 overs | Edgbaston, Birmingham India gana por 28 carreras |  |

| 3 de julio de 2019 | Inglaterra 50 overs | 305/8 v 186 | Nueva Zelanda 45 overs | Riverside, Chester-le-Street Inglaterra ganó por 119 carreras |  |

| 4 de julio de 2019 | Afganistán 50 overs | 288 v 311/6 | Indias Occidentales 50 overs | Headingley, Leeds Indias Occidentales gana por 23 carreras |  |

| 5 de julio de 2019 | Bangladés 44.1 overs | 221 v 315/9 | Pakistán 50 overs | Lord's, Londres Pakistán gana por 94 carreras |  |

| 6 de julio de 2019 | India 43.3 overs | 265/3 v 264/7 | Sri Lanka 50 overs | Headingley, Leeds India gana por 7 wickets |  |

| 6 de julio de 2019 | Sudáfrica 50 overs | 325/6 v 315 | Australia 49.5 overs | Old Trafford, Mánchester Sudáfrica gana por 10 carreras |  |

## Ronda final
La etapa eliminatoria comenzó con semifinales en Old Trafford y Edgbaston, los ganadores de cada uno de ellos avanzaron a la final en Lord's. Los tres juegos eliminatorios tienen un día de reserva.
El 25 de junio de 2019, Australia se convirtió en el primer equipo en clasificarse para las semifinales, luego de vencer a Inglaterra en la de Lord's. India se convirtió en el segundo equipo en clasificarse para las semifinales, después de que derrotaron a Bangladés en Edgbaston el 2 de julio de 2019.  Al día siguiente, los anfitriones del torneo Inglaterra se convirtieron en el tercer equipo en clasificarse para las semifinales, después de vencer a Nueva Zelanda en el Riverside Ground. Nueva Zelanda fue el cuarto y último equipo en clasificarse para las semifinales, después de que Pakistán no pudo aumentar su tasa neta de carreras lo suficiente en su partido contra Bangladés en el Lord's. 
La primera semifinal se jugó entre India y Nueva Zelanda en Old Trafford, mientras que la segunda semifinal se jugará entre Australia e Inglaterra en Edgbaston. Si un día de reserva entra en juego para cualquiera de las semifinales, el partido se reanudará desde el día anterior y no se reiniciará.  Si el partido termina en un empate, se usará un Super Over para determinar qué equipo avanza a la final. En el caso de no jugar en el día programado y el día de reserva, el equipo que terminó más alto en la fase de grupos avanzará a la final.
|  | Semifinales                           | Semifinales |     |  | Final                         | Final |  |
|  |                                       |             |     |  |                               |       |  |
|  | 9 de julio – Old Trafford, Manchester |             |     |  |                               |       |  |
|  | India                                 | 221         |     |  |                               |       |  |
|  | Nueva Zelanda                         | 239/8       |     |  |                               |       |  |
|  |                                       |             |     |  |                               |       |  |
|  |                                       |             |     |  | 14 de julio – Lord's, Londres |       |  |
|  |                                       |             |     |  | Nueva Zelanda                 | 241/8 |  |
|  |                                       | Inglaterra  | 241 |  |                               |       |  |
|  |                                       |             |     |  |                               |       |  |
|  |                                       |             |     |  |                               |       |  |
|  |                                       |             |     |  |                               |       |  |
|  | 11 de julio – Edgbaston, Birmingham   |             |     |  |                               |       |  |
|  | Australia                             | 223         |     |  |                               |       |  |
|  | Inglaterra                            | 226/2       |     |  |                               |       |  |

## Semifinales
| 9 de julio a 10 de julio de 2019 | Nueva Zelanda 50 overs | 239/8 v 221 | India 49.5 overs | Old Trafford, ,Manchester Nueva Zelanda gana por 18 carreras |  |

| 11 de julio de 2019 | Inglaterra 32.1 overs | 226/2 v 223 | Australia 49 overs | Edgbaston, Birmingham Inglaterra gana por 8 wickets |  |

## Final
| 14 de julio de 2019 | Nueva Zelanda 50 Overs | 241/8 v 241 | Inglaterra 50 Overs | Lord's, Londres Partido Empatado Super Over ganado por recuento de limites para Inglaterra |  |

- Datos: Q476709
- Multimedia: Cricket World Cup 2019 / Q476709